# التضخم المفرط في فنزويلا
التضخم المفرط في فنزويلا هو حالة عدم استقرار العملة التي بدأت في نوفمبر عام 2016 خلال الأزمة الاجتماعية والاقتصادية والسياسية المستمرة في البلاد. بدأت فنزويلا تعاني من تضخم مستمر منذ فبراير عام 1983 بمعدلات تضخم سنوية تجاوزت العشرة. أبلغت حكومة هوغو شافيز عن انخفاض معدلات التضخم خلال الفترة بين عامي 2006 و2012 بأكملها. ارتفعت معدلات التضخم مرة أخرى في عام 2013 في حكم نيكولاس مادورو، واستمرت في الارتفاع في السنوات التالية إذ تجاوز معدل التضخم 1,000,000% في عام 2018. وبالمقارنة مع فترات التضخم المرتفع السابقة فإن أزمة التضخم الكبير الحالية أكثر حدة من تلك التي حدثت في الأرجنتين وبوليفيا والبرازيل ونيكاراغوا وبيرو في الثمانينيات والتسعينيات، وفي زيمبابوي في أواخر العقد الأول من القرن الحادي والعشرين.
بلغ معدل التضخم السنوي في عام 2014 نحو 69% وكان الأعلى في العالم. كان معدل التضخم في عام 2015 نحو 181%، واعتبر مرة أخرى أعلى مستوى في العالم والأعلى في تاريخ البلاد في ذلك الوقت. وصل المعدل إلى 800% في عام 2016، وأكثر من 4,000% في عام 2017، وبلغ نحو 1,700,000% في عام 2018 مع اقتراب فنزويلا من التضخم الكبير. في حين توقفت الحكومة الفنزويلية عن إصدار تقديرات تضخم رسمية اعتبارًا من أوائل عام 2018 قدّرَ الاقتصادي ستيف هانكي أنَّ المعدل في ذلك الوقت بلغ 5,220%. قدر صندوق النقد الدولي في أبريل عام 2019 أنَّ التضخم سيصل إلى 10,000,000% بحلول نهاية عام 2019. قدر البنك المركزي الفنزويلي رسميًا ارتفاع معدل التضخم إلى 53,798,500% بين عامي 2016 وأبريل 2019.

## التاريخ

### إدارتي بيريز وكالديرا
انكمش الاقتصاد عندما انهارت أسعار النفط العالمية في الثمانينيات وارتفعت مستويات التضخم (تضخم أسعار المستهلكين) بين 6% و12% منذ 1982 وحتى 1986. بلغَ معدل التضخم ذروته في عام 1989 بنحو 84%. عانت أسواق العاصمة كاراكاس في العام نفسه عقب خفض الإنفاق الحكومي وتحرير الأسواق من قبل الرئيس كارلوس أندريس بيريز من النهب والشغب. ارتفع الناتج المحلي الإجمالي لفنزويلا من انخفاض بنسبة -8.3% في عام 1989 إلى نمو 4.4% في عام 1990 و9.2% في عام 1991 بعد أن بدأ بيريز سياسات اقتصادية ليبرالية وحرر الأسواق الفنزويلية، على الرغم من أنَّ بقاء الأجور منخفضة والبطالة مرتفعة بين الفنزويليين.
يدعي البعض أنَّ سياسيات التحرر الجديدة هي سبب الصعوبات الاقتصادية الفنزويلية، واعتبر البعض الاعتماد المفرط على أسعار النفط والنظام السياسي المترهل أسبابًا في العديد من المشاكل. شهدت فنزويلا معدلات تضخم سنوية تتراوح بين 50 و60% من 1993 إلى 1997 بحلول منتصف التسعينات في عهد الرئيس رافائيل كالديرا، مع ذروة استثنائية بلغت 100% في 1996. ارتفعت نسبة الأشخاص الذين يعيشون في الفقر من 36% عام 1984 إلى 66% عام 1995، حيث عانت البلاد من أزمة مصرفية حادة في عام 1994. ساءت الأزمة الاقتصادية في عام 1998، حيث بلغ نصيب الفرد من الناتج المحلي الإجمالي نفس مستوى عام 1963.

### إدارتي شافيز ومادورو
بلغ معدل التضخم بعد الانتخابات الرئاسية الفنزويلية عام 1998 والذي قيس تبعًا لمؤشر أسعار المستهلك 35.8% في عام 1998، وانخفض إلى أدنى مستوى له وهو 12.5% في عام 2001 وعاد للارتفاع إلى 31.1% في عام 2003. انخفض مستوى الاحتياطيات الدولية للحكومة في محاولة لدعم البوليفار الفنزويلي والتخفيف من تأثير توقف العمل في صناعة النفط على الاقتصاد، أوقفت وزارة المالية والبنك المركزي الفنزويلي تداول العملات الأجنبية في 23 يناير 2003. انشأت الحكومة في 6 فبراير مجلس إدارة العملة لمعالجة إجراءات صرف العملات الأجنبية. حدد المجلس سعر صرف الدولار الأمريكي عند 1596 بوليفار للشراء و1,600 للدولار بيع.
انكمش الاقتصاد الفنزويلي بنسبة 5.8% في الأشهر الثلاثة الأولى من عام 2010 مقارنة بالفترة نفسها من عام 2009، وسجل أعلى معدل تضخم في أمريكا اللاتينية بنسبة 30.5%. أعرب الرئيس هوغو شافيز عن تفاؤله بأن فنزويلا ستخرج من الركود على الرغم من توقعات صندوق النقد الدولي بأنها ستكون الدولة الوحيدة في المنطقة في حالة ركود في ذلك العام. صنف صندوق النقد الدولي الانتعاش الاقتصادي لفنزويلا على أنه متأخر وضعيف مقارنة بالدول الأخرى في المنطقة. استمر اقتصاد البلاد في السقوط بعد وفاة شافيز في أوائل عام 2013.
ارتفع معدل التضخم السنوي لأسعار الاستهلاك مئات وآلاف القيم خلال الأزمة. بقيت معدلات التضخم مرتفعة خلال فترة رئاسة شافيز. أزال التضخم أي زيادة في الأجور بحلول عام 2010. كانت نسبة التضخم بحلول عام 2014 أعلى نسبة في العالم بنحو 69%. ذكرت وسائل الاعلام في عام 2016 أنَّ فنزويلا كانت تعاني من انهيار اقتصادي. قدر صندوق النقد الدولي معدل تضخم بنسبة 500% وانكماش بنسبة 10% في الناتج المحلي الإجمالي. دخلت فنزويلا في نوفمبر عام 2016 فترة التضخم الكبير. تجاوز التضخم الشهري 50% في ديسمبر 2016، مما يعني أن الاقتصاد كان يعاني بشكل رسمي من التضخم المفرط، وكانت فنزويلا الدولة 57 التي أضيفت إلى جدول التضخم العالمي هانكي-كروس.
وصل معدل التضخم إلى 4000% في عام 2017. ظهر توجه في فنزويلا في نفس العام لتحصيل الدخل من ألعاب الإنترنت مثل لعبة رون سكيب، وهي وسيلة أمكن من خلالها الحصول على العملة الأجنبية. جمع اللاعبون في كثير من الحالات أموال أكثر من العمال في فنزويلا، على الرغم من أنهم كانوا يكسبون بضعة دولارات فقط في اليوم. لم تستخدم بعض المتاجر خلال موسم عيد الميلاد في عام 2017 بطاقات الأسعار نظرًا لتضخم الأسعار بسرعة، وكان على العملاء أن يسألوا الموظفين عن سعر كل قطعة. توقفت الحكومة الفنزويلية في أوائل عام 2018 عن إصدار تقديرات التضخم.
أصدر بنك فنزويلا المركزي في مايو عام 2019 بيانات اقتصادية لأول مرة منذ عام 2015. وذكر أن معدل التضخم كان 274% في عام 2016، و863% في عام 2017، و130,060% في عام 2018. ذكر التقرير الجديد انكماش الاقتصاد لأكثر من النصف خلال خمس سنوات، ووصفته صحيفة فاينانشيال تايمز بأنه «أحد أكبر الانكماشات في تاريخ أمريكا اللاتينية». وبحسب بعض المصادر فإن نشر هذه البيانات كان بسبب ضغوط من الصين حليفة نيكولاس مادورو. زعم أحد المصادر أن هذا الكشف قد جعل فنزويلا تمتثل لصندوق النقد الدولي، وصعّب دعم خوان غوايدو خلال الأزمة الرئاسية. لم يكن صندوق النقد الدولي قادرًا في ذلك الوقت على دعم صحة البيانات لأنه لم يكن قادرًا على التواصل مع السلطات.

### تقدير التضخم لعام 2018
قدر صندوق النقد الدولي في عام 2018 أنَّ معدل التضخم في فنزويلا سيصل إلى 1,000,000% بحلول نهاية العام. انتقد خبير الاقتصاد ستيف هانكي هذه التوقعات وقال إنَّ صندوق النقد الدولي أصدر توقعات زائفة لأنه «لم يتمكن أحد من قبل توقع مسار أو قيمة التضخم الكبير بدقة. ولكن ذلك لم يمنع صندوق النقد الدولي من تقديم توقعات التضخم لفنزويلا والتي أثبتت أنها غير دقيقة بشكل كبير». وفقًا لهانكي: بلغ معدل التضخم في فنزويلا في 31 يوليو 2018 نحو 33151%.